# Magdolna
A Magdolna  női név, a héber eredetű Magdaléna magyar alakváltozata. Magdala városából valót jelent.

## Rokon nevek
Aléna, Bagita, Madlen, Madléna, Magdaléna, Léna, Magda, Magdó, Marléne, Médi, Maléna, Lenke

## Gyakorisága
A Magdolna az 1990-es években ritka, a Magda, Magdaléna és a Léna igen ritka név volt, a 2000-es években nem szerepelnek a 100 leggyakoribb női név között, kivéve a Lénát, ami (2006 után) a 61-93. helyen fordult elő. 
Az Aléna, Bagita, Madlen, Madléna, Marléne, Magdó és Médi nevek szórványosak voltak az 1990-es években, a 2000-es években nem szerepelnek a 100. leggyakoribb női név között.

## Névnapok
Magdolna, Magdaléna, Magda, Magdó, Marléne:
- május 29.[2][5][6]
- július 17.[2][5]
- július 22.[2][5]

Aléna:
- május 29.[7]

Bagita, Madlen, Madléna:
- május 25.[2][8]

Léna
- július 21.[9]
- július 22.[9]
- július 31.[9]

Médi:
- július 22.[10]

## Híres névviselők

### Híres Magdolnák, Magdák, Magdók
- Mária Magdolna bibliai személy
- Bernadotte Magdolna svéd királyi hercegnő
- Esterházy Magdolna grófnő, költő
- Fazekas Magdolna festőművész
- Kisgyörgy Lajosné Fedor Magda, Olimpikon sportlövő
- Menszátor Magdolna színésznő, filmszínésznő, szinkronszínész
- Radnót Magda Szemész orvos, a magyar szemészet oktatója, úttörője.
- Rúzsa Magdolna énekesnő
- Supka Magdolna művészettörténész
- Kalmár Magda operaénekes
- Kovács Magda villamosmérnök
- Szabó Magda írónő
- Tiszay Magda opera-énekesnő
- Magda Watts babakészítő művész
- Varga Domokosné Stolke Magdolna csillagász
- Vékás Magdolna fotóművész

### Híres Magdalénák, Lénák, Alénák, Madlenek, Madlénák
- Magdalena Neuner kétszeres olimpiai bajnok és tizenkétszeres világbajnok német sílövő
- Lena (Jelena) Katina énekesnő ,a t.A.T.u volt tagja.
- Magdaléna Rybáriková szlovák teniszezőnő
- Magdaléna svéd királyi hercegnő
- Lena Olin svéd színésznő
- Lena Philipsson svéd énekesnő
- Lena Meyer-Landrut német énekesnő
- Lena Headey angol színésznő
- Lena Petermann német labdarúgó
- Lena Pauels német labdarúgó

### Híres Bagiták, Marlénék, Médik
- Marlene Dietrich német színésznő
- Marlene Favela mexikói színésznő